# Daisy M. Cheathamová
Daisy Marion Mitchellová Cheathamová, nepřechýleně Mitchell Cheatham, také Daisy Mitchell (1881 Washington, D.C. – neznámo kdy a kde) byla americká herečka, skladatelka a estrádní umělkyně afroamerického původu, která spolupracovala se společnostmi Williams and Walker Company a Smart Set Company. Napsala texty písní „Gypsy, my Gypsy Lou“ a „Ask Mammy“, které vydala společně s Jamesem Timem Brymnem. Během spolupráce se skupinou Smart Set byla členkou „The Colored Beauty Chorus“ a vystupovala s vlastními sólovými komickými čísly.

## Kariéra
Daisy M. Cheathamová, dívčím jménem Daisy Mitchellová, se narodila ve Washingtonu, D.C. Fannie P. Mitchellové a Williamu P. Mitchellovi. Bydleli na ulici L 420, kde otec ještě v roce 1909 provozoval prvotřídní ústřicovou restauraci.
Počátkem 20. století, asi mezi roky 1900 až 1903, se provdala za Jamese Tima Brymna, mistra ragtimu a autora jednoho z prvních publikovaných blues.
V roce 1904 s ním odcestovala do Londýna, kam odešel jako hudební ředitel skupiny In Dahomey a nazpět se vrátili v prosinci.
V letech 1904 a 1908 vydali společné písně. V roce 1904 „Gypsy, my Gypsy Lou“ (New York: F. A. Mills) a v roce 1908 „Ask Mammy“ (New York: Helf & Hager).
V roce 1905, ve svých 24 letech, a pak znovu v roce 1909 vystupovala se souborem Smart Set, kde byla členkou „The Colored Beauty Chorus“ a v divadle příležitostně měla své sólové komické výstupy.
V roce 1914 iniciovala uprostřed veřejného skandálu rozvod.
Přesto zůstala za Jamese T. Brymna nadále provdaná a v roce 1920, ve svých 38 letech, žila v USA se svou sestrou a švagrem. Manželství, i když nebylo šťastné, jim vydrželo asi necelých 20 let.
V roce 1914, v polovině 20. let, se rozvedli a ona se v neděli odpoledne 7. října 1928 znovu provdala za Charlese E. Cheathama, syna bývalého kongresmana Severní Karolíny Henryho P. Cheathama.